# Raymond Chandler
Raymond Thornton Chandler, född 23 juli 1888 i Chicago, Illinois, död 26 mars 1959 i La Jolla, Kalifornien, var en amerikansk författare i ”den hårdkokta skolan”. Chandler skrev deckare med den Los Angeles-baserade privatdetektiven Philip Marlowe i huvudrollen. Han skrev också filmmanus, bland annat till Hitchcocks Främlingar på tåg (efter Patricia Highsmiths debutroman).

## Biografi
Chandler föddes i Chicago, dit hans föräldrar utvandrat från Irland. Han växte upp i Irland med sin mor och mormor och också i London, där han läste vid Dulwich College. Efter att ha deltagit i första världskriget återvände han till USA och Kalifornien, där han var chef för ett oljeföretag fram till den stora depressionen på 1930-talet, då han började skriva för att försörja sig. Chandlers första novell publicerades i tidskriften Black Mask 1933. Chandler utgav sju romaner mellan 1939 och 1957, alla med Philip Marlowe i huvudrollen, samt ett flertal novellsamlingar. Från 1943 var han även verksam som filmmanusförfattare i Hollywood.

### Romaner
(Översättning Mårten Edlund, om ej annat anges)
- 1939 – The Big Sleep (Den stora sömnen, Bonnier, 1947)
- 1940 – Farewell, My Lovely (Mord, min älskling, Bonnier, 1947)
- 1942 – The High Window (Fönstret, Bonnier, 1948)
- 1943 – The Lady in the Lake (Kvinnan i sjön, Bonnier, 1947)
- 1949 – The Little Sister (Den lilla systern, Bonnier, 1950)
- 1953 – The Long Goodbye (Långt farväl, Bonnier, 1955)
- 1958 – Playback (Möt mig i Esmeralda, Bonnier, 1959)
- 1958 – Poodle Springs (fyra kapitel av Chandler, färdigskriven av Robert B. Parker 1989; Poodle Springs, översättning Anders Jonason, Hammarström & Åberg, 1990)

### Övriga översättningar
- Den enes död ... (The simple art of murder) (översättning Mårten Edlund, Bonnier, 1952)
- Bittra mandlar (Smart-Aleck kill) (översättning Mårten Edlund, Bonnier, 1966)
- Mordets enkla konst (The simple art of murder) (översättning Sonja Bergvall, Janus i samarbete med Jury, 1984)
- Marlowes tema: femtio brev (i urval av Eric Fylkeson och översättning av Peter Lindforss, Janus i samarbete med Jury, 1984)

### Noveller
- Blackmailers Don't Shoot (december 1933)
- Smart-Aleck Kill (juli 1934) (I smartaste laget)
- Finger Man (oktober 1934)
- Killer in the Rain (januari 1935)
- Nevada Gas (juni 1935) (Giftgas)
- Spanish Blood (november 1935) (Spanskt blod)
- Guns at Cyrano's (januari 1936)
- The Man Who Liked Dogs (mars 1936)
- Noon Street Nemesis (maj 1936) (även kallad Pick-up on Noon Street) (Skumt på Noon Street)
- Goldfish (juni 1936)
- The Curtain (september 1936)
- Try the Girl (januari 1937)
- Mandarin's Jade (november 1937)
- Red Wind (january 1938)
- The King in Yellow (mars 1938)
- Bay City Blues (juni 1938)
- The Lady in the Lake (januari 1939)
- Pearls Are a Nuisance (april 1939)
- Trouble Is My Business (augusti 1939)
- I'll Be Waiting (oktober 1939)
- The Bronze Door (november 1939)
- No Crime in the Mountains (september 1941)
- Professor Bingo's Snuff (Juni 1951)
- Marlowe Takes on the Syndicate (1958) (även kallad Wrong Pigeon, Philip Marlowe's Last Case och The Pencil)

### Filmmanus
Filmmanus helt eller delvis skrivna av Chandler:
- Double Indemnity, (1944)
- And Now Tomorrow, (1944)
- The Unseen, (1945)
- The Blue Dahlia, (1946)
- Strangers on a Train, (1954)

### Filmer baserade på Chandlers romaner
- The Falcon Takes Over (1942, baserad på Farewell, My Lovely)
- Time to Kill (1942, baserad på The High Window)
- Murder, My Sweet (1944, baserad på Farewell, My Lovely)
- Kvinnan i sjön (1946)
- The Big Sleep (1946)
- The Brasher Dubloon (1947, baserad på The High Window)
- Marlowe! (1969, baserad på The Little Sister)
- The Long Goodbye (1973)
- Farewell, My Lovely (1975)

## Priser och utmärkelser
- Edgarpriset 1955